# Poljice (Konavle)
Poljice is een plaats in de gemeente Konavle in de Kroatische provincie Dubrovnik-Neretva. De plaats telt 81 inwoners (2001).